# Cabo San Lucas
Cabo San Lucas est une ville mexicaine de la municipalité de Los Cabos, située dans l'État de Basse-Californie du Sud.

## Géographie

### Situation
La ville se situe à l'extrémité sud de la péninsule de Basse-Californie, au niveau du cap San Lucas, au bord du golfe de Californie, à 33 km au sud-ouest de San José del Cabo et à 150 km au sud de La Paz. Quelques quartiers sont directement riverains de l'océan Pacifique comme Pedregal et Paraiso Escondido.

## Histoire
En juin 2012, la ville abrite le sommet du G20.

## Culture
Une partie du film Mexican Pie se passe à Cabo San Lucas.

## Sport
La plage de Cabo est très connue dans le milieu des sports de glisse pour son shore break très puissant, apprécié par les bodyboardeurs et skimboardeurs.
La ville abrite un tournoi de tennis professionnel, dont la première édition a lieu en 2016.